# .EXE
.EXE (скор. англ. executable) — розширення виконуваного файлу, що застосовується в системах DOS, Microsoft Windows, Symbian, OS/2 та в деяких інших. Крім об'єктного коду, може містити різні метадані (значок, цифровий підпис ).

## Формати .EXE
- MZ — 16-бітовий формат, основний формат файлів. EXE в DOS.
  - EXE-файли для Windows і OS/2 використовують інші формати для основної частини програми, але все одно починаються з заглушки у форматі MZ, яка при спробі запустити файл в DOS виводить повідомлення This program cannot be run in DOS mode. («Цю програму неможливо запустити в режимі DOS»).
- NE — 16-бітовий формат, використовувався в Windows 3.x [2].
- LE — змішаний 16 — і 32-бітовий формат, раніше використовувався в OS/2.
- LX — 32-бітовий формат, використовується в OS/2.
- PE — 32- і 64-бітовий формат, використовується в сучасних версіях Windows, починаючи з Windows NT і Windows 95.